# Edward Albert Sharpey-Schafer

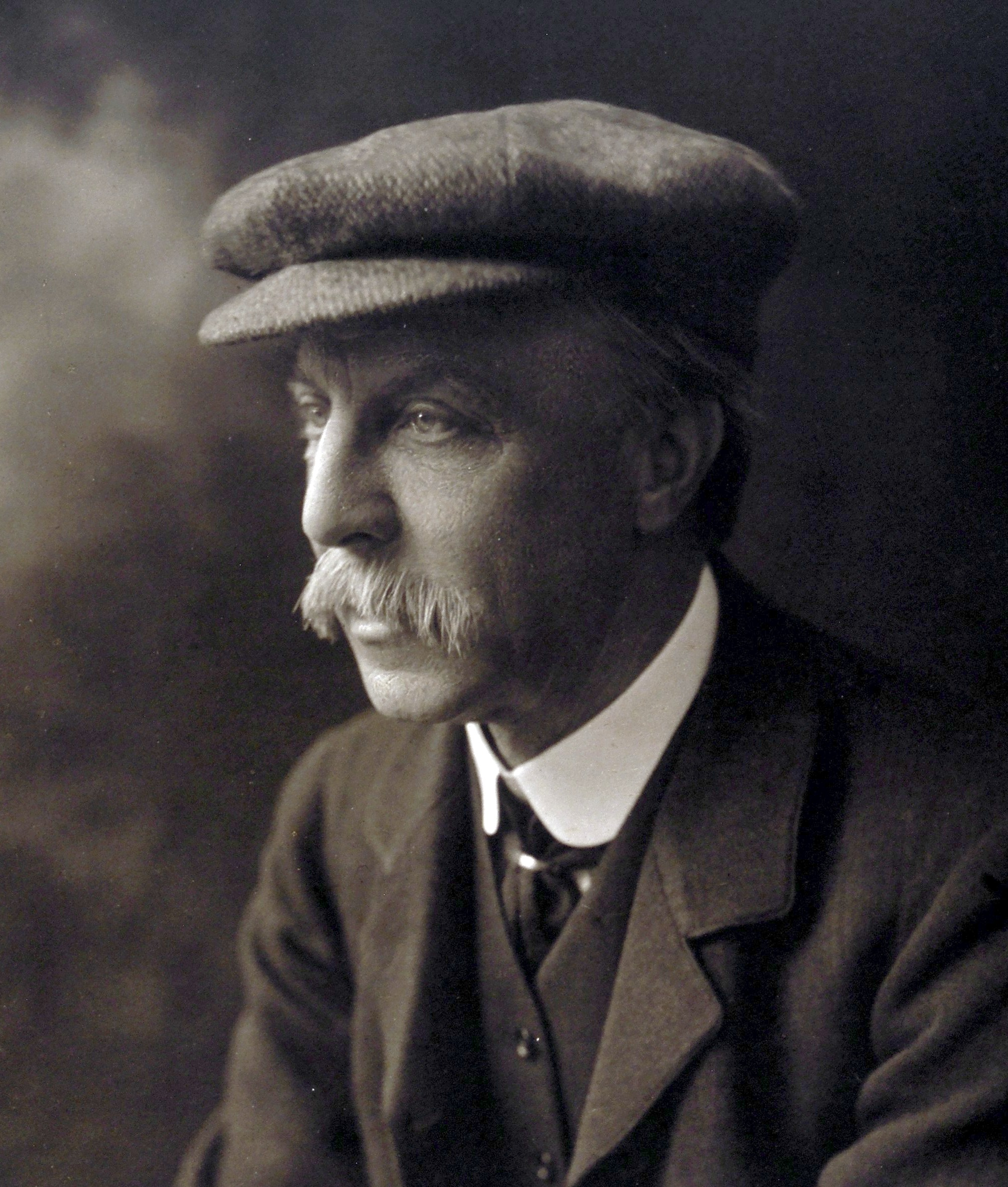
Edward Albert Sharpey-Schafer

Sir Edward Albert Sharpey-Schafer (eigentlich Edward Albert Schäfer, * 2. Juni 1850 in Hornsey bei London; † 29. März 1935 in North Berwick, East Lothian, Schottland) war ein englischer Physiologe.

## Leben
Sharpey-Schafer ist Erfinder der nach ihm benannten Schafer-Methode zur künstlichen Beatmung. 
1894 entdeckte er mit George Oliver das Adrenalin. 1910 vermutete Sharpey-Schafer, dass eine einzige chemische Substanz in der Bauchspeicheldrüse bei Patienten mit Diabetes mellitus fehle. Diese Substanz nannte er Insulin. Nach anderen Quellen geht die Postulierung eines entscheidenden Hormons in der Bauchspeicheldrüse und die Namensnennung „Insulin“ auf den belgischen Pathologen Jean de Meyer (1878–1934) im Jahre 1909 zurück.
Sharpey-Schafer war von 1899 bis 1933 Professor für Physiologie an der Universität Edinburgh. 1924 erhielt er für seine wissenschaftlichen Verdienste die Copley Medal. 1900 wurde er zum Mitglied der Royal Society of Edinburgh gewählt. Seit 1911 war er Mitglied der Gelehrtenakademie Leopoldina und seit 1924 der Königlich Niederländischen Akademie der Wissenschaften.

## Werke
- Experimental physiology. 3d ed. London: Longmans, Green, 1921
- The endocrine organs. 2nd ed. 1924